# هنري كينغ (مصور)
هنري كينغ (بالإنجليزية: Henry King)‏ هو مصور أسترالي، ولد في 1855 في Swanage ‏ في المملكة المتحدة، وتوفي في 22 مايو 1923 في سيدني في أستراليا.